# NGC 7606
NGC 7606 là tên của một thiên hà xoắn ốc nằm trong chòm sao Bảo Bình. Khoảng cách của nó đến Trái Đất là khoảng 100 triệu năm ánh sáng. Kích thước biểu kiến của NGC 7606 là khoảng 165000 năm ánh sáng. Vào ngày 28 tháng 9 năm 1785, nhà thiên văn học người Anh gốc Đức William Herschel đã phát hiện ra nó. Thiên hà nằm nằm ở hướng 45 phút cung của hướng đông bắc tính từ sai psi2 Aquarii. Thiên hà này có thể nhìn thấy bằng kính viễn vọng có kích thước 4 inch nhưng tùy vào điều kiện của bầu trời và ô nhiễm ánh sáng cũng góp phần vào việc nhìn thấy thiên hà này.

## Đặc tính
NGC 7606 là một thiên hà xoắn ốc có thể nhìn thấy dựa trên độ nghiêng của nó. Nó có một nhân thiên hà sáng được bao quanh bởi một điểm phình nổi bật. Khi quan sát, ta sẽ thấy nó là hình elip nhưng thực chất thì không, đó là do độ nghiêng của nó, cũng như là không có thanh chắn. Thiên hà này có hai nhánh thiên hà xoắn ốc chính, xoắn đến gần 360° và một vài đoạn nhánh xoắn ốc. Những nhánh xoắn ốc này thì mượt, và rất khít, nhưng không khít bằng cái của NGC 488. Có một vài điểm sáng được quan sát là nằm trong các nhánh xoắn ốc này.
Thiên hà này có một lỗ đen siêu khối lượng, khối lượng của nó xấp xỉ 15 đến 22 triệu lần khối lượng mặt trời. NGC 7606 là một thiên hà bị cô lập.
Có 2 siêu tân tinh tên là SN 1965M (cấp sao biểu kiến là 16,9) và SN 1987N (loại Ia, cấp sao biểu kiến là 13,8) được quan sát là nằm trong thiên hà này.

## Dữ liệu hiện tại
Theo như quan sát, đây là thiên hà nằm trong chòm sao Bảo Bình và dưới đây là một số dữ liệu khác:
- Xích kinh 23h 19m 04.8s[1]
- Xích vĩ −08° 29′ 06″[1]
- Giá trị dịch chuyển đỏ 0.007442 ± 0.000017 [1]
- Vận tốc xuyên tâm 2231 ± 5 km/s[1]
- Cấp sao biểu kiến 10.8[2]
- Kích thước biểu kiến 5′.4 × 2′.2[2]
- Loại thiên hà SA(s)b [1]